# عبد الله اليامي
عبد الله اليامي (11 نوفمبر 1970 -)، هو ممثل ومخرج منفذ و منتج سعودي
شارك في العديد من الأعمال في السعودية وخارجها .

## من أعماله
- عيادة سكنية 2021
- الأصيل
- بابا فرحان بجميع أجزائه
- البيت الكبير
- مرزوق المحظوظ
- الدروازة
- محسن الهزاني
- أبجد هوز
- عفوا أبي
- وجوه وأقنعة
- أبو شلاخ البرمائي
- أسوار
- بلا رحمة
- الساكنات في قلوبنا
- عندما تغيب الحقيقة
- فينك
- مباشر و لكن